# Justine Gomboso
Justine Gomboso is een Belgisch veld- en zaalvoetbalster. Anno 2022 speelt ze voor Standard Luik. Ze begon haar carrière bij Standard. Daarna ging ze via Tongeren, Fortuna Sittard en RFC Luik terug naar de Super League bij OHL. Via Genk en Gent keerde ze terug naar Standard waar ze aan het einde van het seizoen 2021/22 stopte met spelen. Ze werd ook eenmaal opgeroepen voor de Red Flames, maar ze maakte er geen speelminuten.
Sinds 2018 is Gomboso deel van de Nationale futsalploeg.